# Años 590
Los años 590 o década del 590 empezó el 1 de enero del 590 y terminó el 31 de diciembre del 599. 

## Acontecimientos
- San Gregorio I Magno sucede a Pelagio II como papa en el año 590
- Se celebran concilios en la Hispania visigoda: Sevilla I (590), Zaragoza II (592), Toledo (597), Huesca (598) y Barcelona II (599).
- Concilio de Zaragoza (592)